# Deutsche Einheitskurzschrift
Deutsche Einheitskurzschrift (Niemiecki zunifikowany system stenograficzny) – System stenograficzny powstały w Niemczech, który został oficjalnie wprowadzony w 1924 roku. Jego poprawioną wersję opublikowano w 1968 roku. Wywodzi się bezpośrednio od systemu Gabelsbergera.